# Antoine Rabillard
Antoine Rabillard (Rodez, 22 de setembro de 1995) é um futebolista profissional francês que atua como atacante.

## Carreira
Antoine Rabillard começou a carreira no Olympique de Marseille.